# Zásobovací tanker typu 905
Typ 905 (v kódu NATO třída Fuqing) je první postavená třída zásobovacích tankerů Námořnictva Čínské lidové osvobozenecké armády. Celkem byly postaveny čtyři jednotky této třídy, z toho jedna pro Pákistán, který je jediným zahraničním uživatelem třídy. Jejich slabinou je malá kapacita pevného nákladu a chybějící hangár pro vrtulník, který omezuje možnosti jeho využití pro zásobovací operace.

## Stavba
Tankery postavila čínská loděnice Dalian v Ta-lienu. Jejich vývoj probíhal od poloviny 70. let. Postaveny byly celkem čtyři kusy, tři pro čínské a jeden pro pákistánské námořnictvo.
Jednotky typu 905:
| Jméno                                     | Uživatel | Spuštěna na vodu | Vstup do služby   | Status                                           |
| ----------------------------------------- | -------- | ---------------- | ----------------- | ------------------------------------------------ |
| Chung-cchang (950)                        | ČLR      |                  |                   | Roku 1989 vyřazen a prodán do civilního sektoru. |
| PNS Nasr (A47)                            | Pákistán | 1987             | 31. července 1987 | Aktivní.                                         |
| Chung-ce-chu (881, ex Tchaj-cchang, X615) | ČLR      | 6. září 1979     | 10. prosince 1980 | Vyřazen 6. září 2018.                            |
| Pcho-jang-chu (882, ex Feng Cchang, X575) | ČLR      | 19. října 1976   | 15. prosince 1979 | Vyřazen 6. července 2020.                        |

## Konstrukce

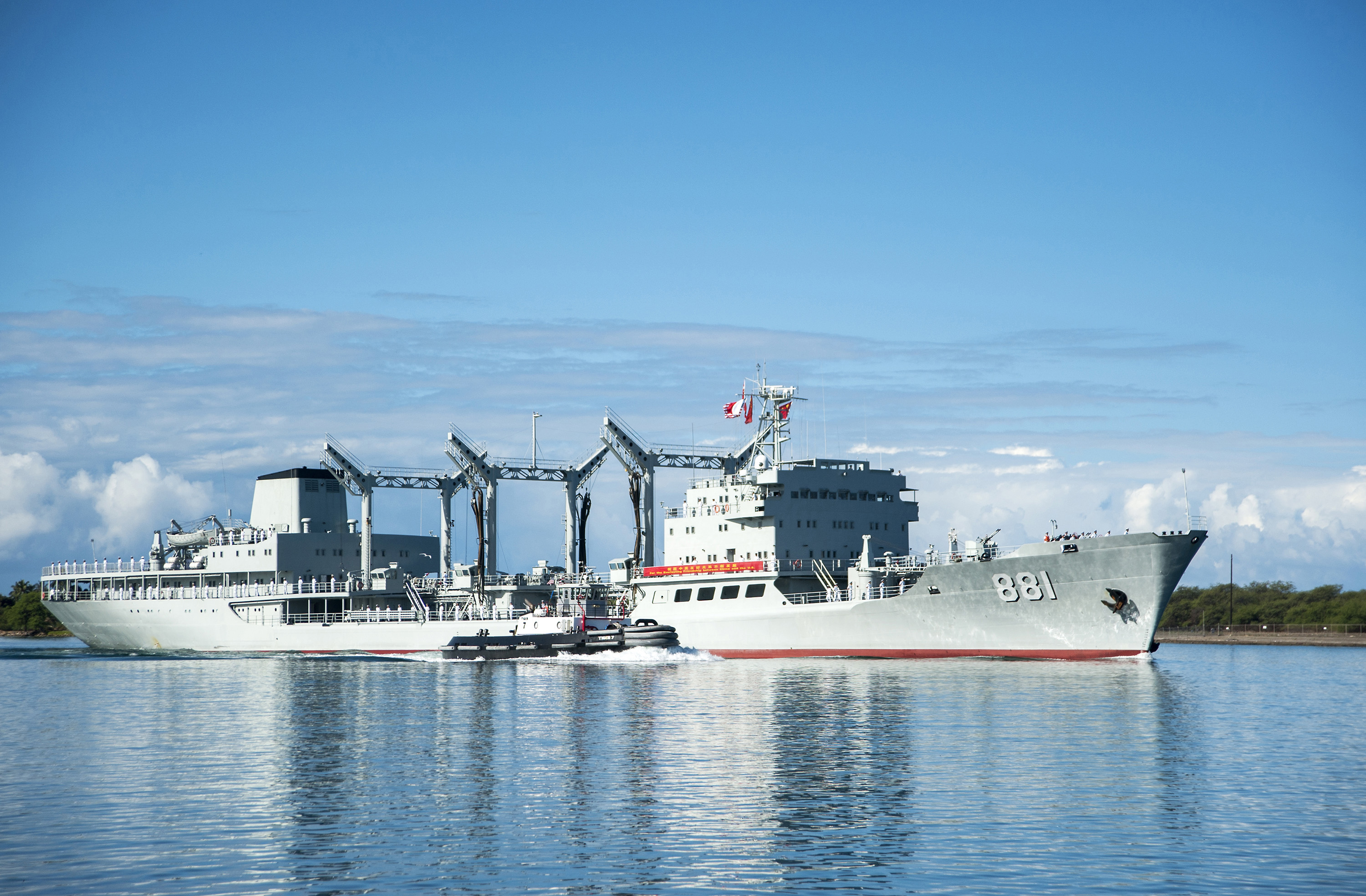
Chung-ce-chu (881) v Pearl Harboru

Kapacita tankeru je 10 000 tun paliva, 1000 tun nafty, 200 tun vody, 200 tun pitné vody a 50 tun maziv. Tankery nedostaly výzbroj, ale jsou na nich připraveny prostory pro instalaci osmi 37mm kanónů ve dvouhlavňových postaveních. Na zádi je přistávací plocha pro vrtulník, plavidla však nejsou vybavena hangárem. Pohonný systém tvoří jeden diesel Dalian-Sulzer 8RLB o výkonu 17 400 bhp, pohánějící jeden lodní šroub. Nejvyšší rychlost dosahuje 18,5 uzlu. Dosah je 18 000 námořních mil při rychlosti 14 uzlů.